# 綜藝新時代
《綜藝新時代》（英語：New Style），是民視、八大電視聯合監製播出的外景實境節目，大藝娛樂製作，主持人為 阿翔  、 楊繡惠、籃籃。節目內容由主持人挑戰各行各業的好手們，進行真槍實彈的對決。每集由浩角翔起獨自或搭配人數不等的來賓進行當集任務挑戰，並在節目最後由任務委託人、指導教練或老師判定是否完成任務挑戰。民視無線台於2018年9月28日首播，八大綜合台於2018年9月29日首播，八大第一台於2018年10月20日首播。

## 播出時間

### 首播
| 頻道       | 所在地 | 播映日期       | 播出時間                    |
| ---------- | ------ | -------------- | --------------------------- |
| 民視無線台 | 臺灣   | 2018年9月28日  | 每週五 22:15－23:45(改版前) |
| 八大綜合台 | 臺灣   | 2018年9月29日  | 每週六 20:00－21:30(改版前) |
| 八大第一台 | 臺灣   | 2018年10月20日 | 每週六 13:00－14:30(改版前) |
| 民視無線台 | 臺灣   | 2020年10月16日 | 每週五 22:15－23:16(改版後) |
| 八大綜合台 | 臺灣   | 2020年10月18日 | 每週日 13:00－14:00(改版後) |
| YouTube    | 全球   | 2018年9月28日  | 每週五 23:45上傳(改版前)    |
| YouTube    | 全球   | 2020年10月16日 | 每週五 23:15上傳(改版後)    |
| YouTube    | 全球   | 2021年1月31日  | 每週日 14:00上傳(改版後)    |

### 重播
| 頻道       | 所在地 | 播映日期                   | 播出時間                    |
| ---------- | ------ | -------------------------- | --------------------------- |
| 八大綜合台 | 臺灣   | 2018年9月30日              | 每週日 13:00－14:30(改版前) |
| 民視無線台 | 臺灣   | 2018年9月30日              | 每週日 18:30－20:00(改版前) |
| 八大第一台 | 臺灣   | 2018年10月21日             | 每週日 14:30－16:00(改版前) |
| 八大綜合台 | 臺灣   | 2020年10月18日             | 每週日 19:00－20:00(改版後) |
| 民視無線台 | 臺灣   | 2020年10月18日             | 每週日 14:00－15:00(改版後) |
| 民視無線台 | 臺灣   | 2022年6月4日-2025年3月22日 | 每週六19:00－20:00(改版後)  |
| 民視無線台 | 臺灣   | 2025年3月29日              | 每週六17:58-18:58(改版後)   |

## 主持人

### 現任主持人
楊繡惠
阿翔
籃籃

### 歷任主持人
- 黃瑜嫻(代班主持人)(阿翔因為爆出婚外情而遭到經紀公司無限期停工，自8月起由小嫻代班主持）
- 浩子

### 固定班底
- 籃籃(2020年10月16日-2021年4月23日，升為主持人2021年5月14日-至今）
- 楊繡惠(2023年9月22日-2024年3月8日，升為主持人2024年3月15日-至今）

## 主題曲
《就要飛》
- 演唱：浩角翔起
- 詞：浩子
- 節目片頭詞：阿翔
- 曲：亂彈阿翔
- 編曲：螺賴馬
- 詞OP：時代創藝企業有限公司
- 曲OP：赤腳不辣有限公司
- 曲SP：相信音樂國際股份有限公司

主題曲未正式發行，僅用於節目片頭播出。

## 節目賽制

### 主題式企劃
主題式企劃為首播至2018年11月16日的企劃。此時期每集節目皆設有一特定主題，可能是事件任務或職業體驗等，根據主題不同邀請數量不等的藝人來賓。節目中將以數個圍繞該集主題的小遊戲、模擬訓練或相關體驗貫穿，以此進行任務的準備工作與事前練習。小遊戲或模擬訓練通常會有主持人與來賓分成兩隊對戰，或主持人與來賓共同成組對抗地主隊。根據主題不同，部份集數中貫穿全局的任務皆屬於挑戰的一部分，或於該集最後獨立進行最終挑戰，並在節目最後由任務委託人、指導教練或老師判定是否完成任務挑戰。

### 猜挑戰企劃
猜挑戰企劃為2018年11月23日至2019年3月22日、2019年4月5日至2019年4月12日的企劃。此時期主持人與來賓皆不會被事前告知該集主題，必須猜出最終謎底才能前往進行最終挑戰。每集製作單位皆會設置數個遊戲關卡或體驗行程，關卡本身或關卡場地中會藏有與最終謎底相關的提示。完成一個關卡才能會得一次猜謎底的機會，不論是否猜對都會繼續前往下一關卡，每前進一關獎金會下降一階段。完成所有關卡後會進行當集的最終挑戰，並在節目最後由任務委託人、指導教練或老師判定是否完成任務挑戰。
規則演進：
- 2018年11月23日（第9集）為全體挑戰，主持人與來賓為同一隊伍。
- 自2018年11月30日（第10集）起，主持人與來賓共分為兩隊闖關，在關卡中勝出的隊伍才有該回合猜題資格。某些關卡中會給予加碼，落敗方完成懲罰或加碼任務也可獲得猜題機會。
- 自2018年12月7日（第12集）起，到最後關卡後才公佈謎底及獲得的獎金金額，若在多個階段都猜對正確謎底，則獲得猜中階段的所有獎金。（如：在第一關和第三關皆猜中謎底，則可獲得第一關加第三關的階段獎金）

### 享樂V.S加班企劃
主持人與來賓分二隊進行比賽，贏家可獲得獎勵（享樂），輸家則須完成懲罰任務（加班）。

### 職人好厲害
2020年10月16日使用至今的企劃，為節目停播重整近一年後推出的全新改版。主持人與每集來賓用輕鬆趣味的方式，親身體驗360行各種工作，同時也分享各行各業溫暖、感動人心的故事。
- 2025年5月9日起，推出全新單元《綜藝新時代—發現台灣好所在》

## 獎項紀錄
| 年份   | 入圍者         | 獎項                               | 結果 |
| ------ | -------------- | ---------------------------------- | ---- |
| 2019年 | 浩角翔起       | 第54屆金鐘獎益智及實境節目主持人獎 | 提名 |
| 2019年 | 《綜藝新時代》 | 第2屆亞洲影視學院獎最佳綜藝節目獎  | 提名 |

## 外部連結
- 官方網站 （页面存档备份，存于）－民視
- 官方网站－八大
- 綜藝新時代的Facebook專頁
- 綜藝新時代的Instagram帳戶
- YouTube上的《綜藝新時代》播放列表